# 網走感動朝市
44°0′41.7″N 144°16′52.3″E / 44.011583°N 144.281194°E

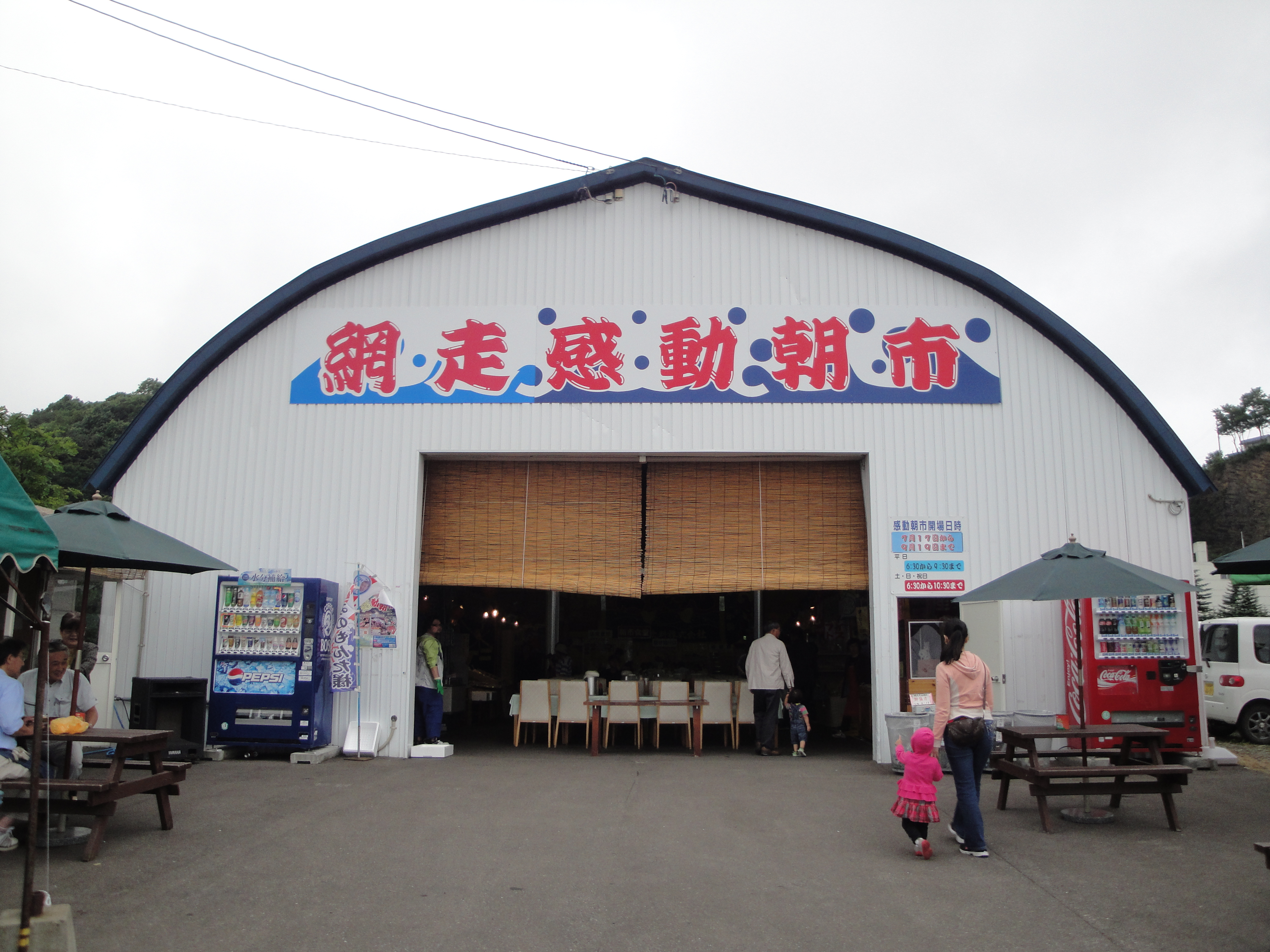
網走感動朝市會場外觀

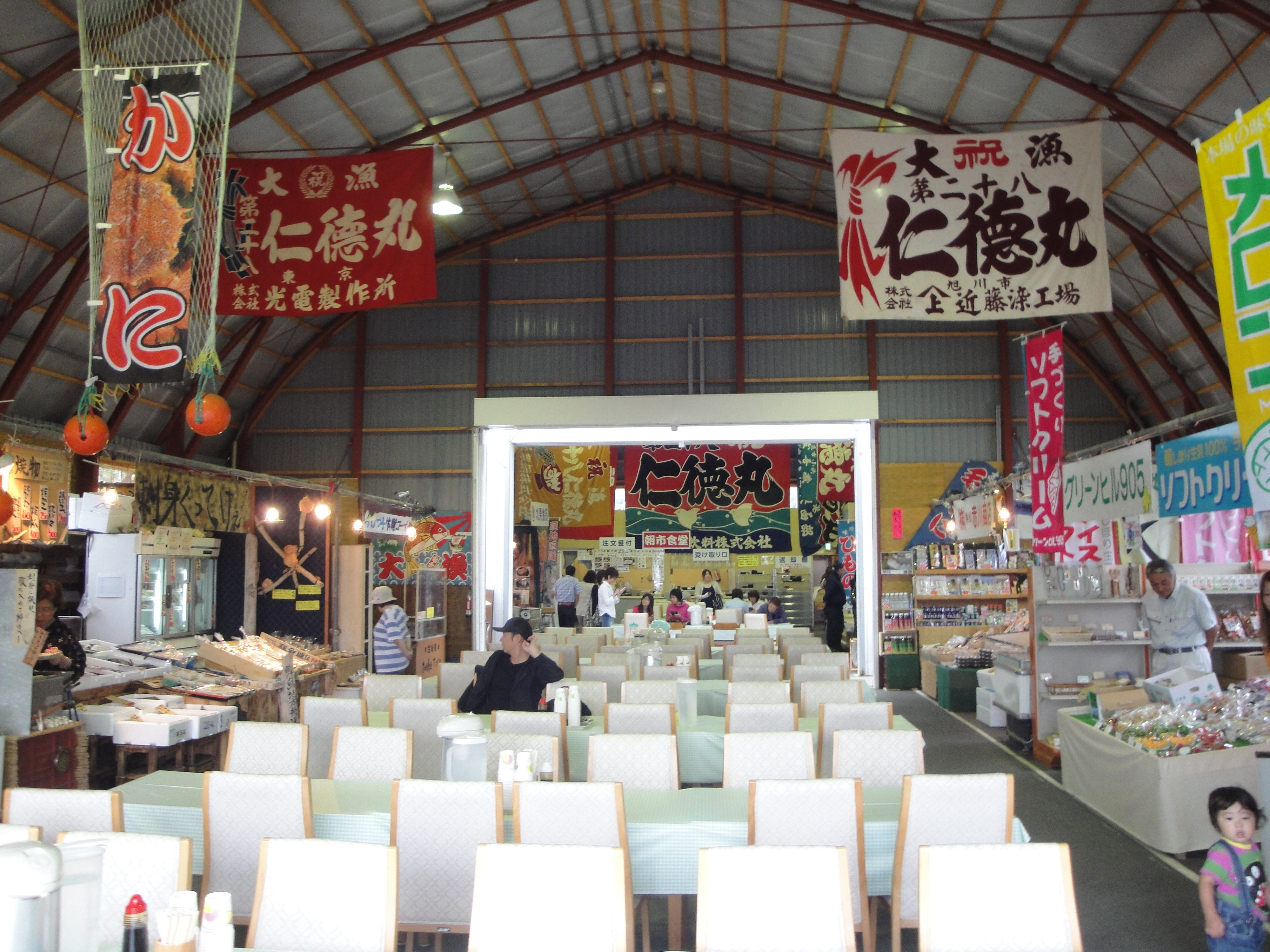
朝市內部

網走感動朝市是日本北海道網走市過去在每年七月上旬至九月中旬期間以觀光為目地所設置的早市，於1998年開始於每年夏季舉辦，地點固定設在網走港南側港町4番地的倉庫，已於2017年停止舉辦。
過去朝市內主要銷售網走當地的海產和農產，朝市裡也可當場烹調現場所銷售的食材。朝市每年的開放時間略有不同，通常於早上六點半開始營業三小時，但非每天營業，營業日期由網走感動朝市實行委員會每年視情況決定。

## 外部連結
- （日語） 2015年網走感動朝市（已結束）